# Niinisaari (ö i Södra Savolax, S:t Michel, lat 61,51, long 26,42)
Niinisaari är en ö i Finland. Den ligger i sjön Pienivesi och i kommunen Pertunmaa i den ekonomiska regionen  S:t Michel och landskapet Södra Savolax, i den södra delen av landet, 170 km nordost om huvudstaden Helsingfors. Öns area är 10 hektar och dess största längd är 0,5 kilometer i nord-sydlig riktning.